# Trichosillana imperiosa
Trichosillana imperiosa är en tvåvingeart som beskrevs av Hans-Georg Rudzinski 2005. Trichosillana imperiosa ingår i släktet Trichosillana och familjen sorgmyggor.
Artens utbredningsområde är Taiwan. Inga underarter finns listade i Catalogue of Life.